# Liste der Biografien/Vand
Liste der Biografien |
Portal Biografien |
Personensuche
# |
A |
B |
C |
D |
E |
F |
G |
H |
I |
J |
K |
L |
M |
N |
O |
P |
Q |
R |
S |
T |
U |
V |
W |
X |
Y |
Z |
?
 
Va |
Vd |
Ve |
Vh |
Vi |
Vj |
Vl |
Vn |
Vo |
Vr |
Vs |
Vt |
Vu |
Vy
 
Vaa |
Vab |
Vac |
Vad |
Vae |
Vaf |
Vag |
Vah |
Vai |
Vaj |
Vak |
Val |
Vam |
Van |
Vap |
Vaq |
Var |
Vas |
Vat |
Vau |
Vav |
Vaw |
Vax |
Vay |
Vaz
 
Van A |
Van B |
Van C |
Van D |
Van E |
Van F |
Van G |
Van H |
Van I |
Van K |
Van L |
Van M |
Van N |
Van O |
Van P |
Van Q |
Van R |
Van S |
Van T |
Van U |
Van V |
Van W |
Van Y |
Van Z

Vana |
Vanb |
Vanc |
Vand |
Vane |
Vang |
Vanh |
Vani |
Vanj |
Vank |
Vanl |
Vanm |
Vann |
Vano |
Vanp |
Vanq |
Vanr |
Vans |
Vant |
Vanu |
Vanv |
Vanw |
Vany |
Vanz
Die Liste der Biografien führt alle Personen auf, die in der deutschsprachigen Wikipedia einen Artikel haben. Dieses ist eine Teilliste mit 277 Einträgen von Personen, deren Namen mit den Buchstaben „Vand“ beginnt.

## Vand
- Vand, Sheila (* 1985), US-amerikanische Schauspielerin

### Vanda
- Vanda, Harry (* 1946), australischer Popmusiker, Sänger, Gitarrist, Songschreiber und Produzent
- Vandaele, Joseph (1889–1948), belgischer Radrennfahrer
- Vandaele, Leon (1933–2000), belgischer Radrennfahrer
- Vandal, Albert (1853–1910), französischer Historiker und Mitglied der Académie française
- Vandal, Marcel (1882–1965), französischer Filmfirmenmanager, Filmproduzent und Stummfilmregisseur
- Vandal, Thierry, kanadischer Geschäftsmann
- Vandal, Thomas S. (1960–2018), US-amerikanischer Offizier, Generalleutnant der US-Army
- Vandalismus, deutscher Rapper
- Vandame, Charles Louis Joseph (* 1928), römisch-katholischer Bischof
- Vandamme, Bobby, deutscher Rapper
- Vandamme, Dominique Joseph (1770–1830), französischer GeneralDominique Joseph Vandamme (1770–1830)

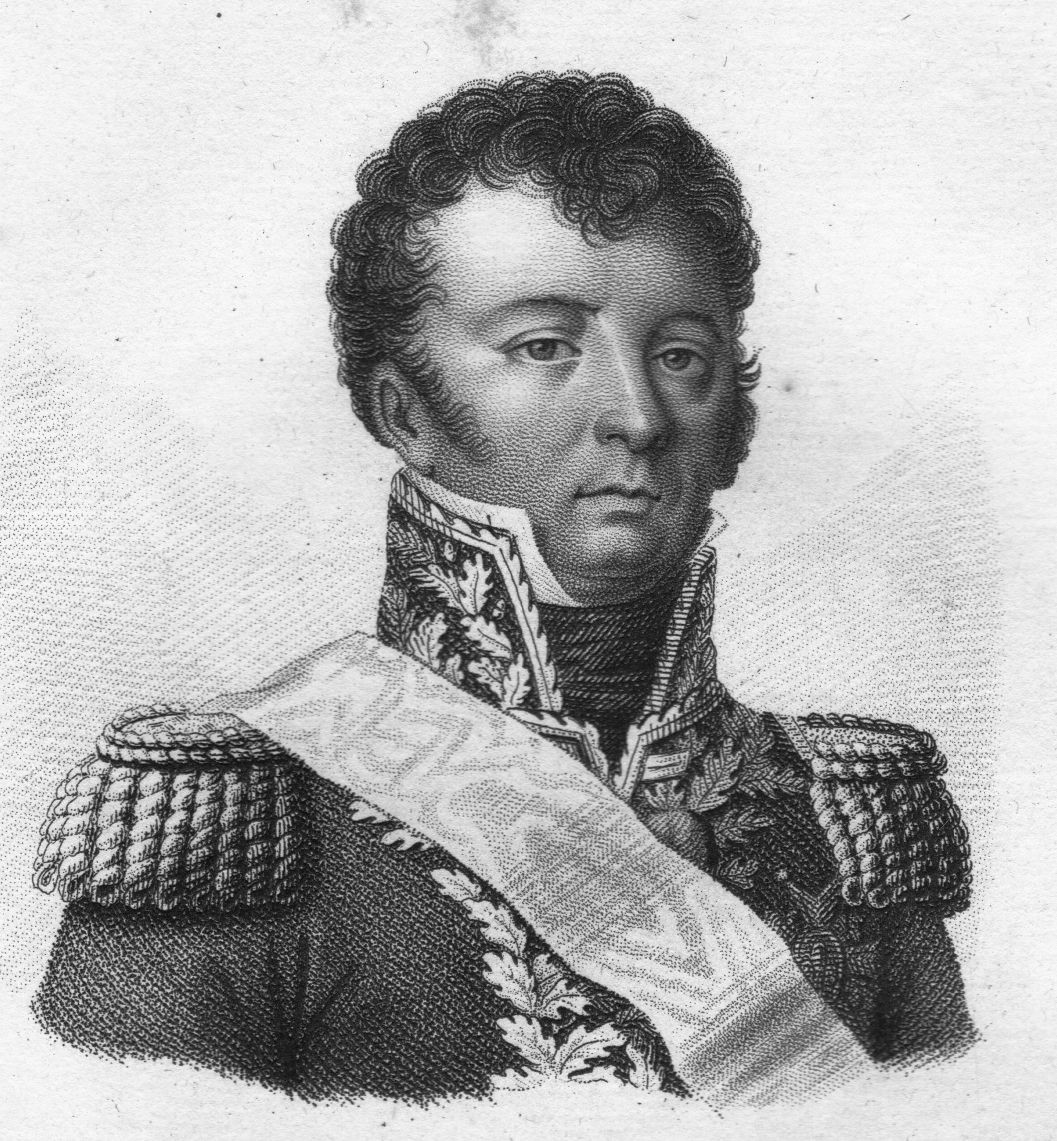
Dominique Joseph Vandamme (1770–1830)

### Vandb
- Vandborg, Brian (* 1981), dänischer Radrennfahrer

### Vande
- Vande Hei, Mark Thomas (* 1966), US-amerikanischer Astronaut
- Vande Lanotte, Johan (* 1955), belgischer Politiker
- Vande Velde, Chloé (* 1997), belgische Fußballspielerin
- Vande Velde, Christian (* 1976), US-amerikanischer Radrennfahrer
- Vande Velde, John (* 1950), US-amerikanischer Radrennfahrer
- Vande Weghe, Albert (1916–2002), US-amerikanischer Schwimmer
- Vande Woude, George F. (1935–2021), US-amerikanischer Molekularbiologe und Biochemiker
- Vande, Patti (* 1958), kanadische Curlerin
- Vandebosch, Ingrid (* 1969), belgische Schauspielerin und ein Model
- Vandebroek, Sophie (* 1962), belgisch-amerikanische Elektroingenieurin und Unternehmerin
- Vandecasteele, Ignace (1926–2018), belgischer Schachkomponist
- Vandecaveye, Gella (* 1973), belgische Judoka
- Vandegrift, Alexander A. (1887–1973), US-amerikanischer GeneralAlexander A. Vandegrift (1887–1973)

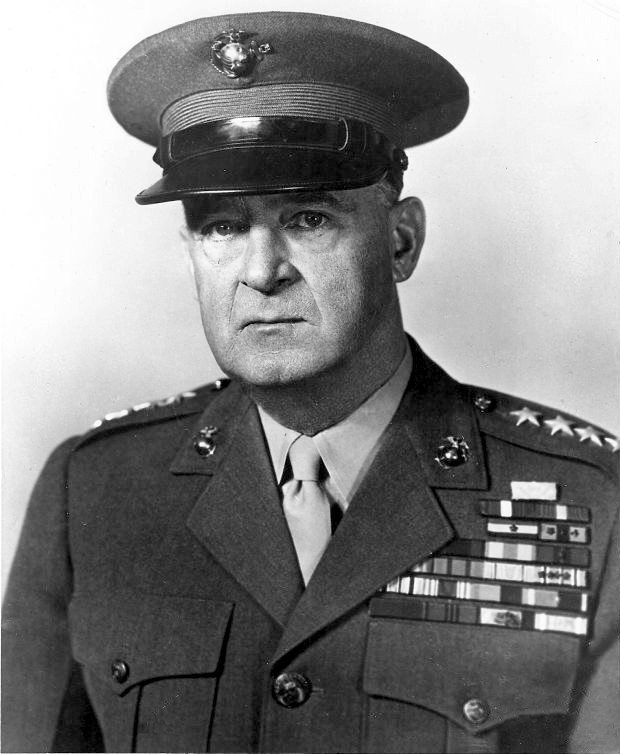
Alexander A. Vandegrift (1887–1973)

- Vandekerckhove, Robert (1917–1980), belgischer Rechtswissenschaftler, Minister und Senatspräsident
- Vandekeybus, Wim (* 1963), belgischer Choreograph, Regisseur und Fotograf
- Vandel, Albert (1894–1980), französischer Zoologe
- Vandel, Jean-Paul (* 1951), französischer Skilangläufer
- Vandeleur, John Ormsby Evelyn (1903–1988), britischer Heeresoffizier
- Vandelle, André (1902–1976), französischer Skisportler
- Vandelli, Claudio (* 1961), italienischer Radsportler, Olympiasieger im Radsport, nationaler Meister im Radsport
- Vandelli, Claudio (* 1967), italienischer Dirigent
- Vandelli, Domenico (1735–1816), italienischer Naturforscher
- Vandelli, Fernando (1907–1977), italienischer Hammerwerfer
- Vandelli, Maurizio (* 1964), italienischer Radrennfahrer
- Vandeloise, Claude (1944–2007), US-amerikanischer Romanist
- Vandelvira, Andrés de (1509–1575), spanischer Architekt der Renaissance
- Vandemeulebroucke, Jaak (* 1943), belgischer Politiker (N-VA), MdEP
- Vanden Berghen, Willy (1939–2022), belgischer Radsportler
- Vanden Bloock, Jan (1922–2009), belgischer Diplomat
- Vanden Boeynants, Paul (1919–2001), belgischer PolitikerPaul Vanden Boeynants (1919–2001)

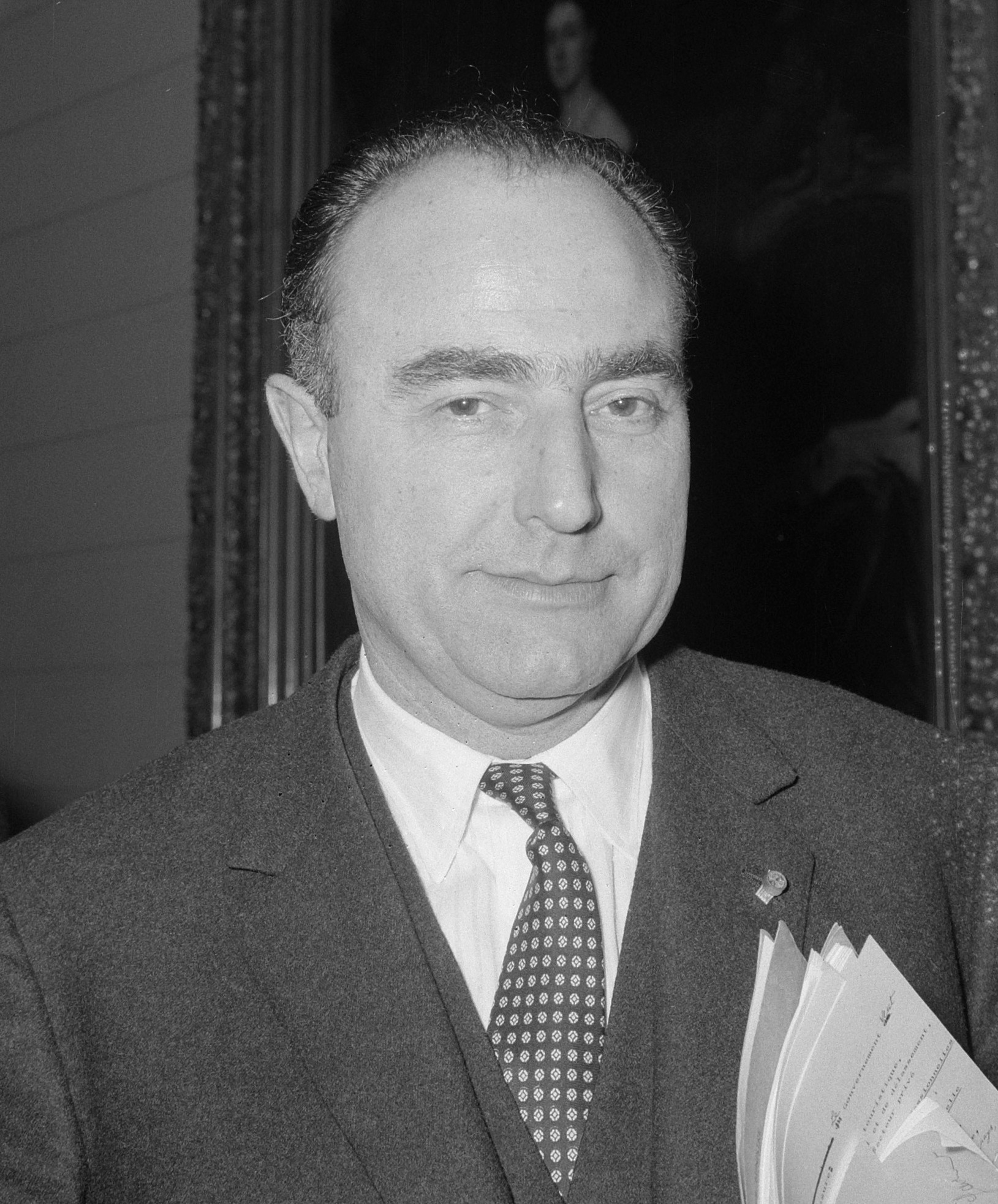
Paul Vanden Boeynants (1919–2001)

- Vanden Borre, Anthony (* 1987), belgischer Fußballspieler
- Vanden Borre, Stéphanie (* 1997), belgische Hockeyspielerin
- Vanden Bosch, Kyle (* 1978), US-amerikanischer American-Football-Spieler
- Vanden Eynde, Edmond (1924–1989), belgischer Leichtathletiktrainer
- Vanden Heuvel, Katrina (* 1959), US-amerikanische Journalistin, Chefredakteurin der Nation
- Vanden Stock, Constant (1914–2008), belgischer Fußballspieler und -funktionär
- Vandenabeele, Henri (* 2000), belgischer Radrennfahrer
- Vandenberg, Al (1932–2012), US-amerikanischer Fotograf
- Vandenberg, Arielle (* 1986), US-amerikanische Schauspielerin und Model
- Vandenberg, Arthur H. (1884–1951), US-amerikanischer Politiker
- Vandenberg, Diana (1923–1997), niederländische Künstlerin und Grafikerin
- Vandenberg, Edwin J. (1918–2005), US-amerikanischer Chemiker
- Vandenberg, Gérard (1932–1999), niederländischer Kameramann

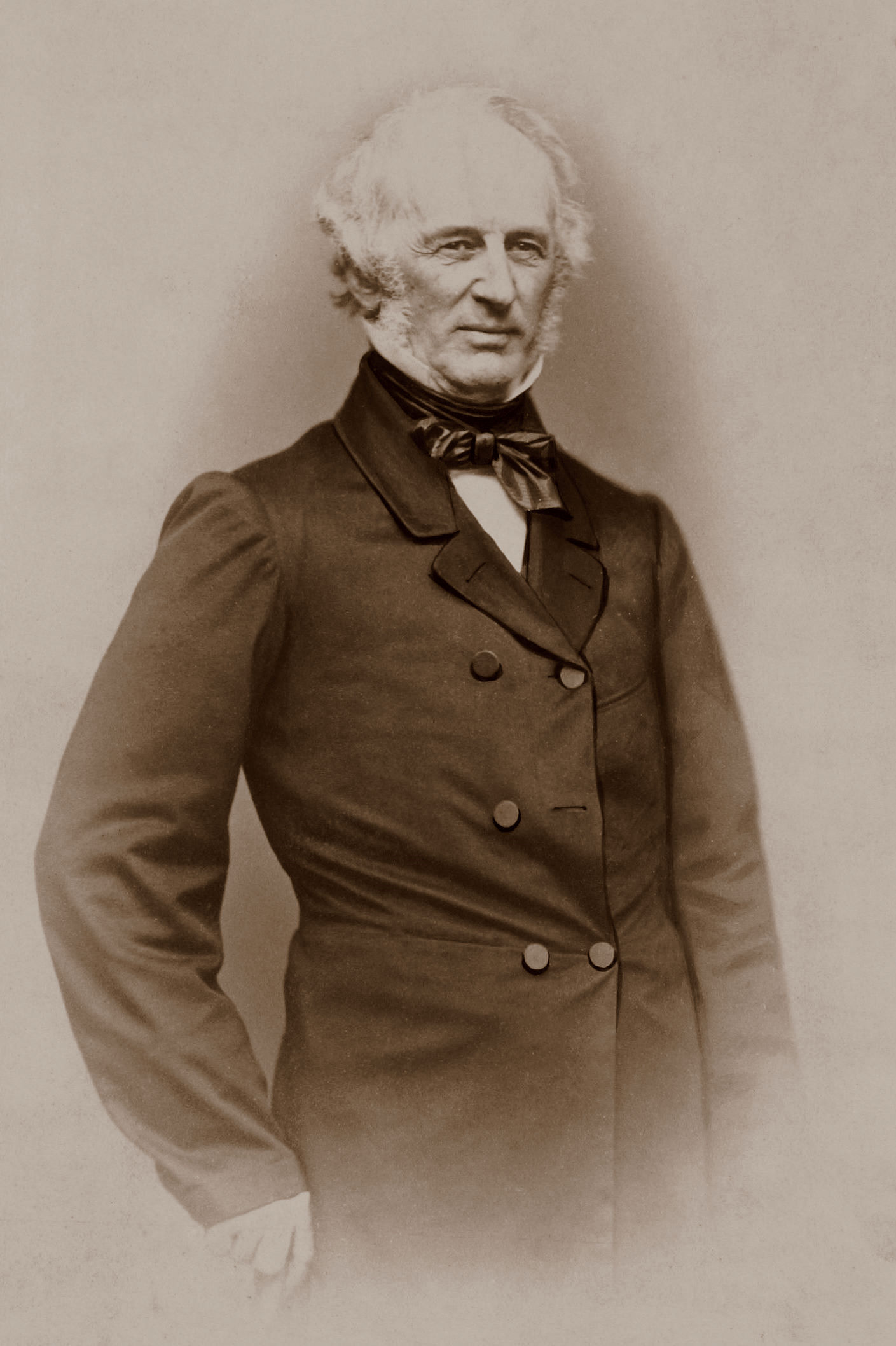
Cornelius Vanderbilt (1794–1877)

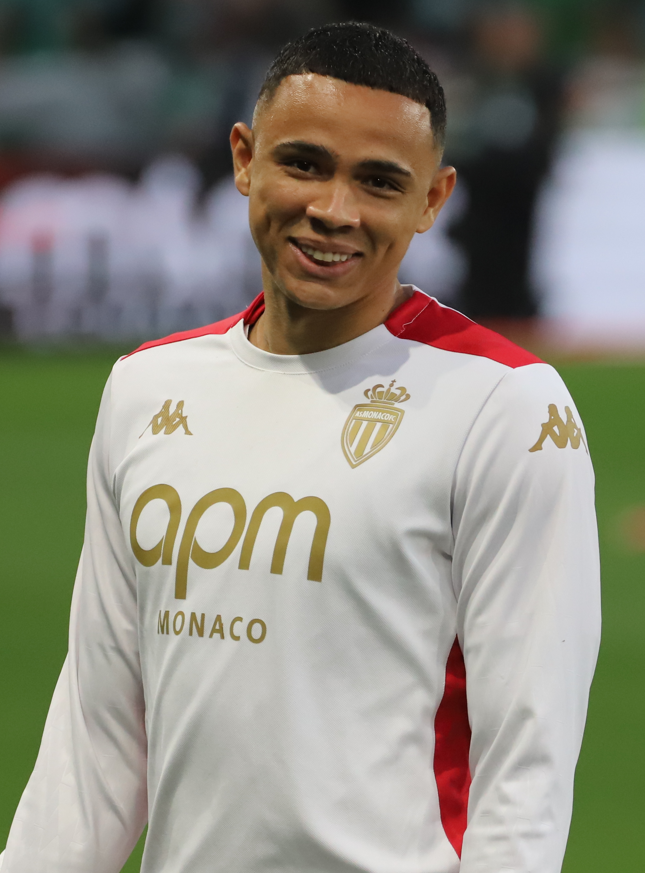
Vanderson (* 2001)

- Vandenberg, Hoyt S. (1899–1954), US-amerikanischer Vier-Sterne-General; Luftflottenkommandeur im Zweiten Weltkrieg; CIA-Direktor; Generalstabschef der LuftwaffeHoyt S. Vandenberg (1899–1954)

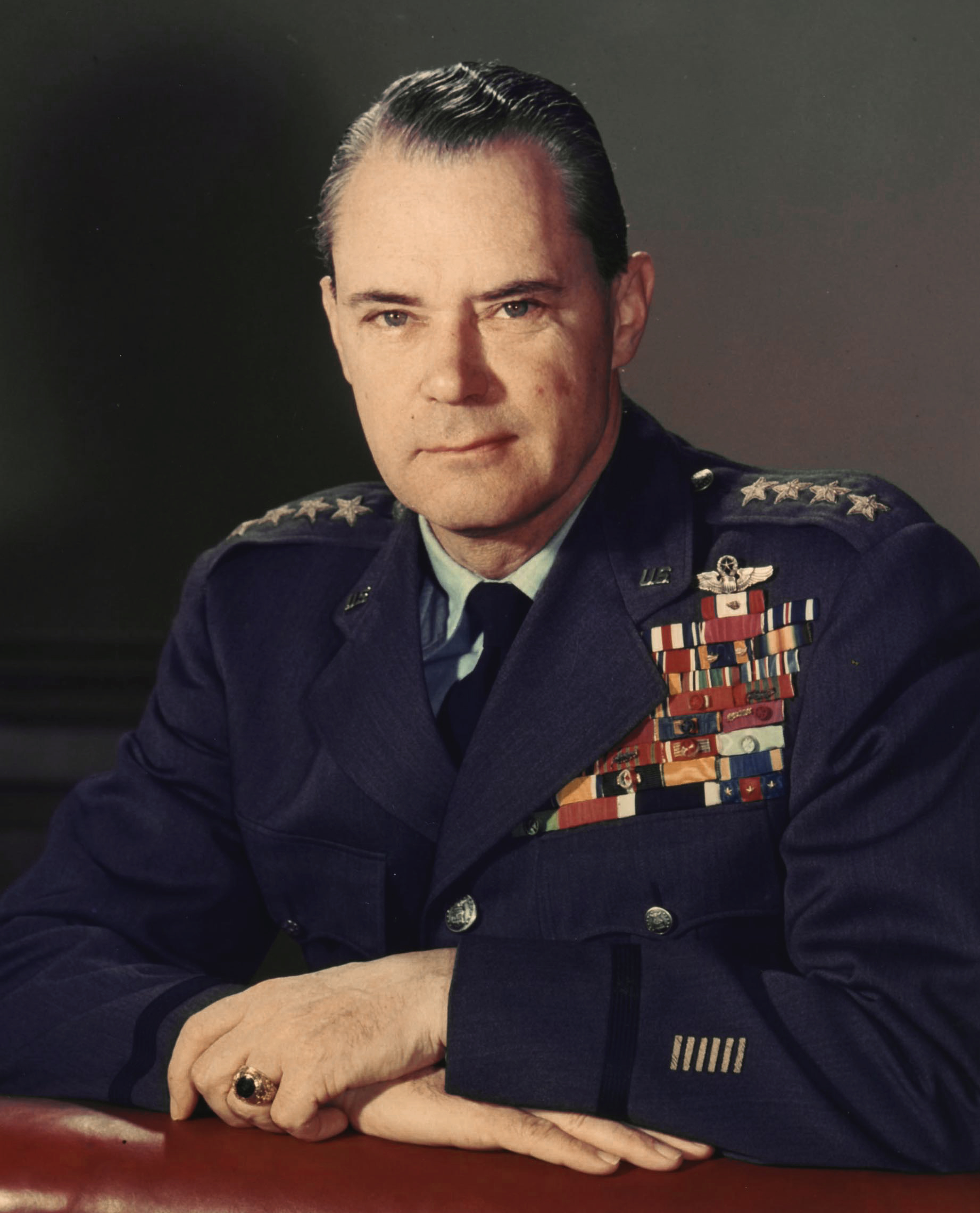
Hoyt S. Vandenberg (1899–1954)

- Vandenberg, John H. (1904–1992), 9. Presiding Bishop der Kirche Jesu Christi der Heiligen der Letzten Tage
- Vandenberg, Kim (* 1983), US-amerikanische Schwimmerin
- Vandenberg, Philipp (* 1941), deutscher Schriftsteller
- Vandenberg, William C. (1884–1971), US-amerikanischer Politiker
- Vandenbergh, Erwin (* 1959), belgischer Fußballspieler
- Vandenbergh, Kevin (* 1983), belgischer Fußballspieler
- Vandenbergh, Lydia (* 1984), US-amerikanische Fußballspielerin
- Vandenbergh, Stijn (* 1984), belgischer Radrennfahrer
- Vandenberghe, Georges (1941–1983), belgischer Radrennfahrer
- Vandenberghe, René (1887–1958), belgischer Radrennfahrer
- Vandenbogaerde, Mario (* 1973), belgischer Dartspieler
- Vandenbos, Conny (1937–2002), niederländische Schlagersängerin
- Vandenbosch, Emile, belgischer Radrennfahrer und Schrittmacher
- Vandenbrande, Jean-Philippe (* 1955), belgischer Radrennfahrer
- Vandenbranden, Noah (* 2002), belgischer Radsportler
- Vandenbroucke, Frank (* 1955), belgischer Politiker (sp.a)
- Vandenbroucke, Frank (1974–2009), belgischer RadrennfahrerFrank Vandenbroucke (1974–2009)

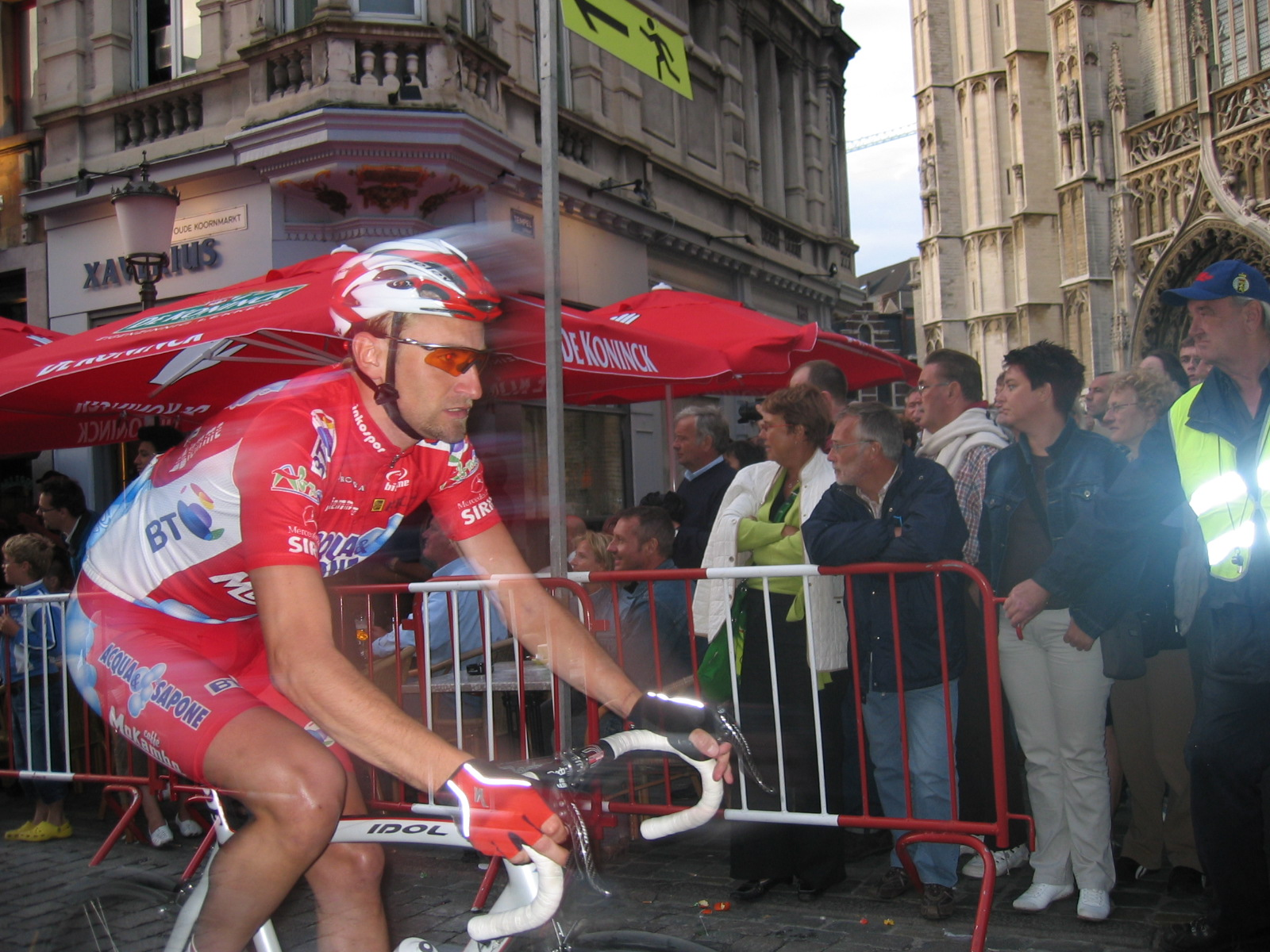
Frank Vandenbroucke (1974–2009)

- Vandenbroucke, Jean-Luc (* 1955), belgischer Radrennfahrer
- Vandenbulcke, Nathan (* 1996), französischer Jazzmusiker (Schlagzeug, Vibraphone)
- Vandenburg, Ryan (* 1983), kanadischer Beachvolleyballspieler
- Vandenbussche, Brian (* 1981), belgischer Fußballtorhüter
- Vandenbussche, Hanna (* 1987), belgische Leichtathletin
- VandenBussche, Ryan (* 1973), kanadischer Eishockeyspieler
- Vandendaele, Erwin (* 1945), belgischer Fußballspieler und -trainer
- Vandendriessche, Aurèle (1932–2023), belgischer Langstreckenläufer
- Vandendriessche, Francky (* 1971), belgischer Fußballtorhüter und Fußball-Torwarttrainer
- Vandendriessche, Kenneth (* 1991), belgischer Duathlet und Triathlet
- Vandendriessche, Tom (* 1978), belgischer Politiker (Vlaams Belang), MdEP
- Vandenesse, Urbain de († 1753), französischer Arzt und Enzyklopädist
- Vandenhende, Séverine (* 1974), französische Judoka
- VandenHeuvel, Kiff (* 1970), US-amerikanischer Synchronsprecher und Filmschauspieler
- Vandenhoeck, Abraham († 1750), Verleger und Buchhändler
- Vandenhoucke, Flore (* 1995), belgische Badmintonspielerin
- Vandenhouten, Ralf (1965–2019), deutscher Informatiker und Hochschullehrer
- Vandenhove, Charles (1927–2019), belgischer Architekt
- Vandenkendelaere, Tom (* 1984), belgischer Politiker, MdEP
- Vandenpeereboom, Jules (1843–1917), belgischer Politiker und Premierminister
- Vandepapeliere, Renaat (* 1957), belgischer Labelbetreiber, Musikproduzent und DJ
- Vandepitte, Daniël (1922–2016), belgischer Bauingenieur und Lehrstuhlinhaber
- Vandeplancke, Albert (1911–1939), französischer Schwimmer und Wasserballspieler
- Vandeput, Steven (* 1967), belgischer Unternehmer und Politiker der Nieuw-Vlaamse Alliantie (N-VA)
- Vandeput, Virgile (* 1994), belgisch-israelischer Skirennläufer
- Vandeputte, Alain (* 1963), französischer Fußballspieler
- Vandeputte, Aurèle (* 1995), belgischer Mittelstreckenläufer
- Vandeputte, Niels (* 2000), belgischer Radrennfahrer
- Vander Beken, Tom (* 1968), belgischer Rechtswissenschaftler und Kriminologe
- Vander Borght, Ivo, belgischer Improvisationsmusiker (Perkussion, Komposition)
- Vander Esch, Leighton (* 1996), US-amerikanischer American-Football-Spieler
- Vander Hamm, Scott A., US-amerikanischer Offizier, Generalmajor der US Air Force
- Vander Jagt, Guy (1931–2007), US-amerikanischer Politiker
- Vander Kelen, Leopold (1813–1895), belgischer Politiker (Liberale Partij)
- Vander Linden, Ernest (1886–1974), belgischer Bankier und der erste Privatbankier in Luxemburg
- Vander Linden, Pierre Léonard (1797–1831), belgischer Entomologe
- Vander Mersch, Jan Andries (1734–1792), Anführer der brabanter Patrioten in der Brabanter Revolution 1789
- Vander Stichele, Caroline (* 1959), römisch-katholische Theologin
- Vander Veen, Richard (1922–2006), US-amerikanischer Politiker
- Vander Zalm, Bill (* 1934), kanadischer Politiker
- Vander, Berit, deutsche Schauspielerin
- Vander, Christian (* 1948), französischer Schlagzeuger
- Vander, Christian (* 1980), deutscher Fußballtorhüter
- Vander, Maurice (1929–2017), französischer Jazz-Pianist
- Vander, Musetta (* 1963), südafrikanische SchauspielerinMusetta Vander (* 1963)

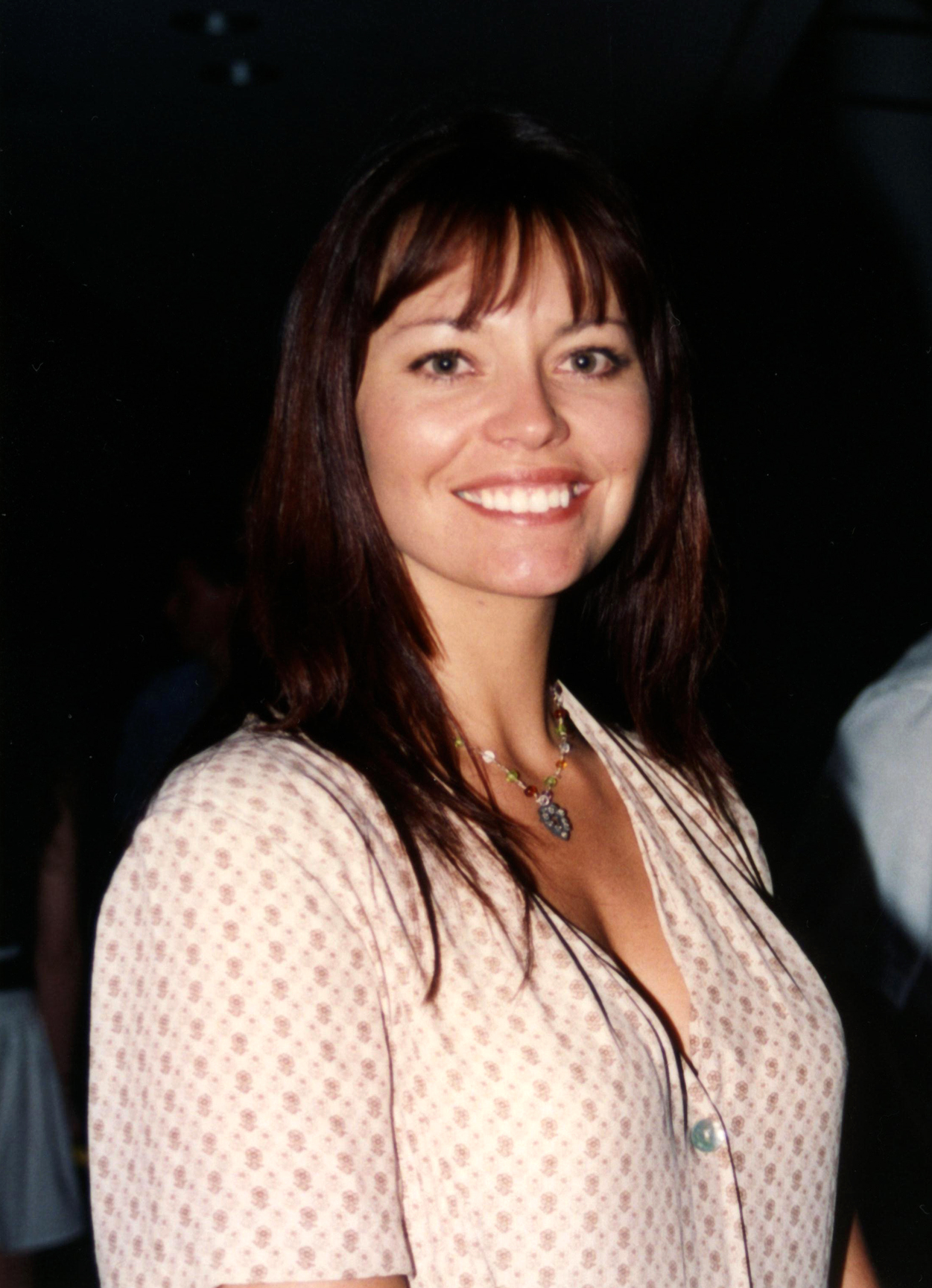
Musetta Vander (* 1963)

- Vander, Stella (* 1950), französische Sängerin, Songwriterin und Musikproduzentin
- Vanderaerden, Eric (* 1962), belgischer Radrennfahrer
- Vanderaerden, Gert (* 1973), belgischer Straßenradrennfahrer
- Vanderaerden, Michael (* 1987), belgischer Radrennfahrer
- VanderBeek, Kelly (* 1983), kanadische Skirennläuferin
- Vanderbeke, Birgit (1956–2021), deutsche Schriftstellerin
- Vanderbemden, Robin (* 1994), belgischer Leichtathlet
- Vanderbilt Belmont, Alva (1853–1933), US-amerikanische Society-Lady und Frauenrechtlerin
- Vanderbilt, Alfred Gwynne (1877–1915), US-amerikanischer Unternehmer und Mitglied der US-amerikanischen Vanderbilt-Familie
- Vanderbilt, Amy (1908–1974), US-amerikanische Autorin
- Vanderbilt, Consuelo (1877–1964), US-amerikanische Erbin und durch Heirat Duchess of Marlborough
- Vanderbilt, Cornelius (1794–1877), US-amerikanischer UnternehmerCornelius Vanderbilt (1794–1877)
- Vanderbilt, David (* 1954), US-amerikanischer Physiker
- Vanderbilt, George Washington II (1862–1914), US-amerikanischer Kunstsammler
- Vanderbilt, Gladys Moore (1886–1965), Mitglied aus der wohlhabenden Vanderbilt-Familie
- Vanderbilt, Gloria Laura (1924–2019), US-amerikanische Schauspielerin, Malerin, Designerin und Autorin
- Vanderbilt, Harold S. (1884–1970), US-amerikanischer Unternehmer und Bridgespieler
- Vanderbilt, James (* 1975), US-amerikanischer Drehbuchautor und Produzent
- Vanderbilt, Rileah (* 1979), US-amerikanische Schauspielerin, Filmproduzentin und Maskenbildnerin

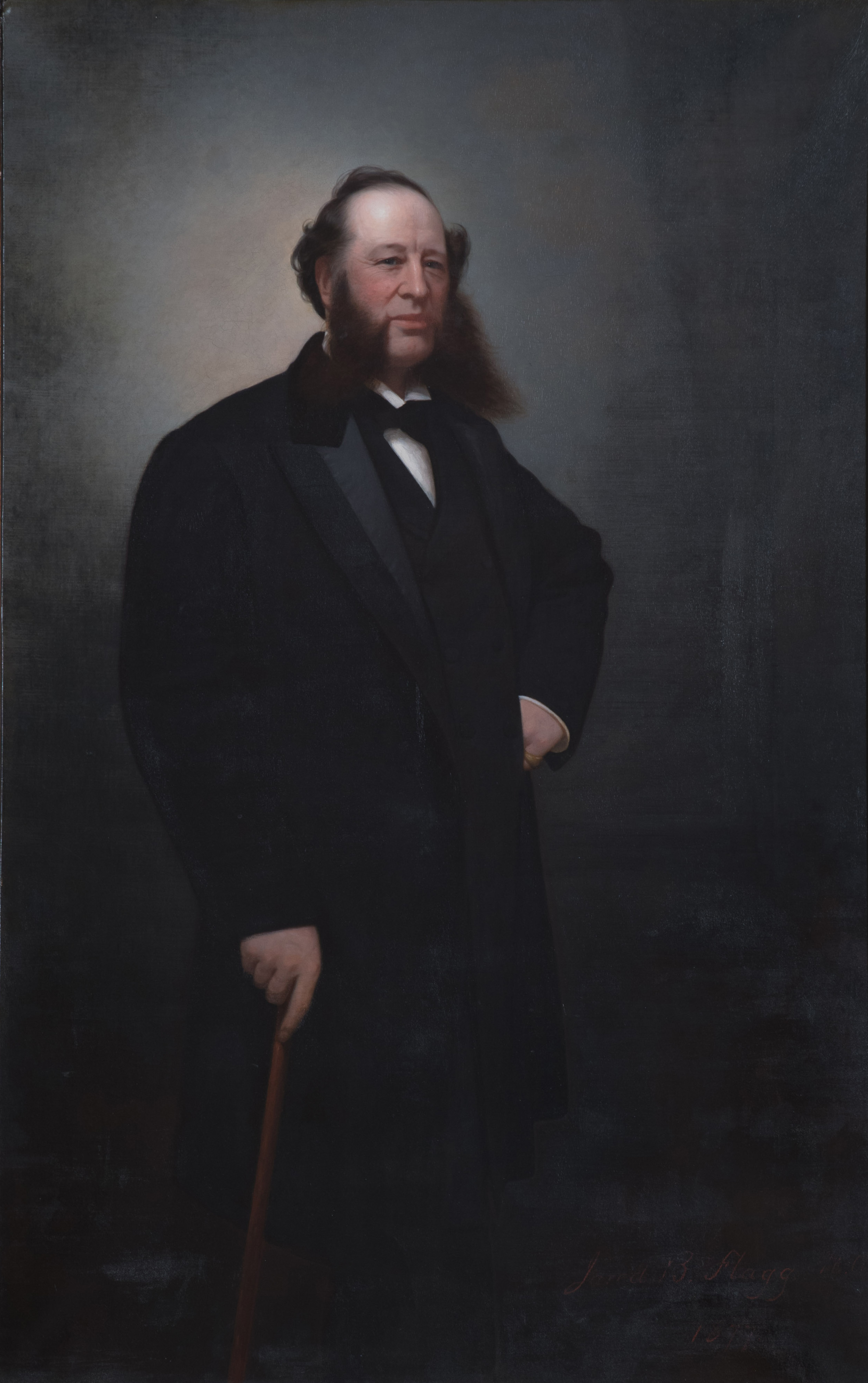
William Henry Vanderbilt (1821–1885)

- Vanderbilt, William Henry (1821–1885), US-amerikanischer Eisenbahn-Tycoon und UnternehmerWilliam Henry Vanderbilt (1821–1885)
- Vanderbilt, William Henry III (1901–1981), US-amerikanischer Politiker
- Vanderborght, Jean-Lou (1933–2022), belgischer Jazzmusiker (Piano)
- Vanderbroeck, Erwin (* 1968), niederländischer Fußballspieler
- Vanderburch, Émile (1794–1862), Literat, Vaudevillist und Dramatiker
- Vanderburg, Agnes (1901–1989), US-amerikanische indianische Kulturvermittlerin, Übersetzerin und Autorin
- Vanderburg, Helen (* 1959), kanadische Synchronschwimmerin
- Vandercam, Serge (1924–2005), belgischer Maler, Fotograf, Bildhauer und Keramiker der CoBrA-Gruppe
- Vanderdonckt, André (1908–1982), französischer Radrennfahrer
- Vanderelst, Elise (* 1998), belgische Mittelstreckenläuferin
- Vandereycken, René (* 1953), belgischer Fußballspieler und -trainer
- Vandergriff, Tom (1926–2010), US-amerikanischer Politiker
- Vandergrift, Scott (* 1940), US-amerikanischer Lokalpolitiker
- Vanderhaeghe, Yves (* 1970), belgischer Fußballspieler und -trainer
- Vanderhagen, Amand (1753–1822), Klarinettist, Komponist und Musikpädagoge
- Vanderham, Joanna, britische SchauspielerinJoanna Vanderham

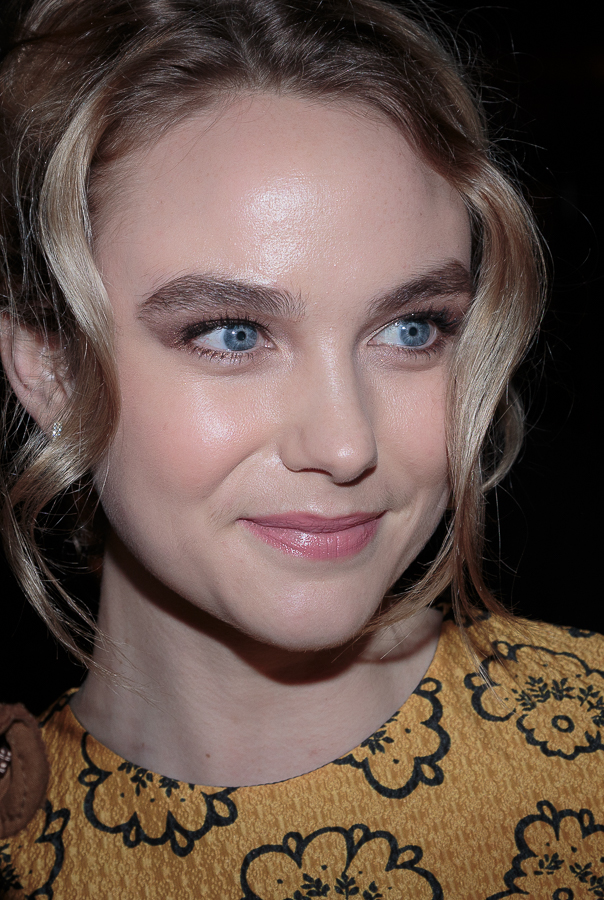
Joanna Vanderham

- Vanderheyden, Ildefons (1926–2020), niederländischer Philosoph und Theologe
- Vanderheyden, JCJ (1928–2012), niederländischer Maler und Fotograf
- Vanderhoeght, Simón (* 1986), uruguayisch-belgischer Fußballspieler
- Vanderhoof, John David (1922–2013), US-amerikanischer Politiker
- Vanderhorst, Arnoldus (1748–1815), US-amerikanischer Politiker
- Vanderhoven, Jozef (1888–1949), belgischer Ordensgeistlicher, römisch-katholischer Apostolischer Vikar von Boma
- Vanderhulst, Baudouin (* 1944), belgischer Diplomat
- Vanderkaay, Peter (* 1984), US-amerikanischer Schwimmer
- VanderKam, James (* 1946), amerikanischer Theologe und Qumranforscher
- Vanderkindere, Léon (1842–1906), belgischer Hochschullehrer und Politiker
- VanderLaan, Keith, Maskenbildner und Spezialeffektkünstler
- Vanderlek, Boris (* 1965), niederländischer Jazz- und Bluesmusiker (Tenorsaxophon)
- Vanderlinde, Regina, brasilianische Önologin und Hochschullehrerin
- Vanderlint, Jacob († 1740), britischer Holzhändler und ökonomischer Schriftsteller
- Vanderloo, Mark (* 1968), niederländisches, männliches Model
- Vanderlove, Anne (1943–2019), niederländische Sängerin und Songwriterin
- Vanderlyde, Arnold (* 1963), niederländischer Amateurboxer
- Vanderlyn, John (1775–1852), US-amerikanischer Maler
- Vanderlyn, Pieter (1687–1778), amerikanischer Maler niederländischer Herkunft
- Vandermaelen, Philippe (1795–1869), belgischer Kartograf und Geograph mit eigenem Verlag in Brüssel
- Vandermaesen, Edmé-Martin (1766–1813), französischer Divisionsgeneral der Infanterie
- Vandermark, Ken (* 1964), US-amerikanischer Jazz-Saxophonist und -Klarinettist
- VanderMeer, Jeff (* 1968), US-amerikanischer AutorJeff VanderMeer (* 1968)

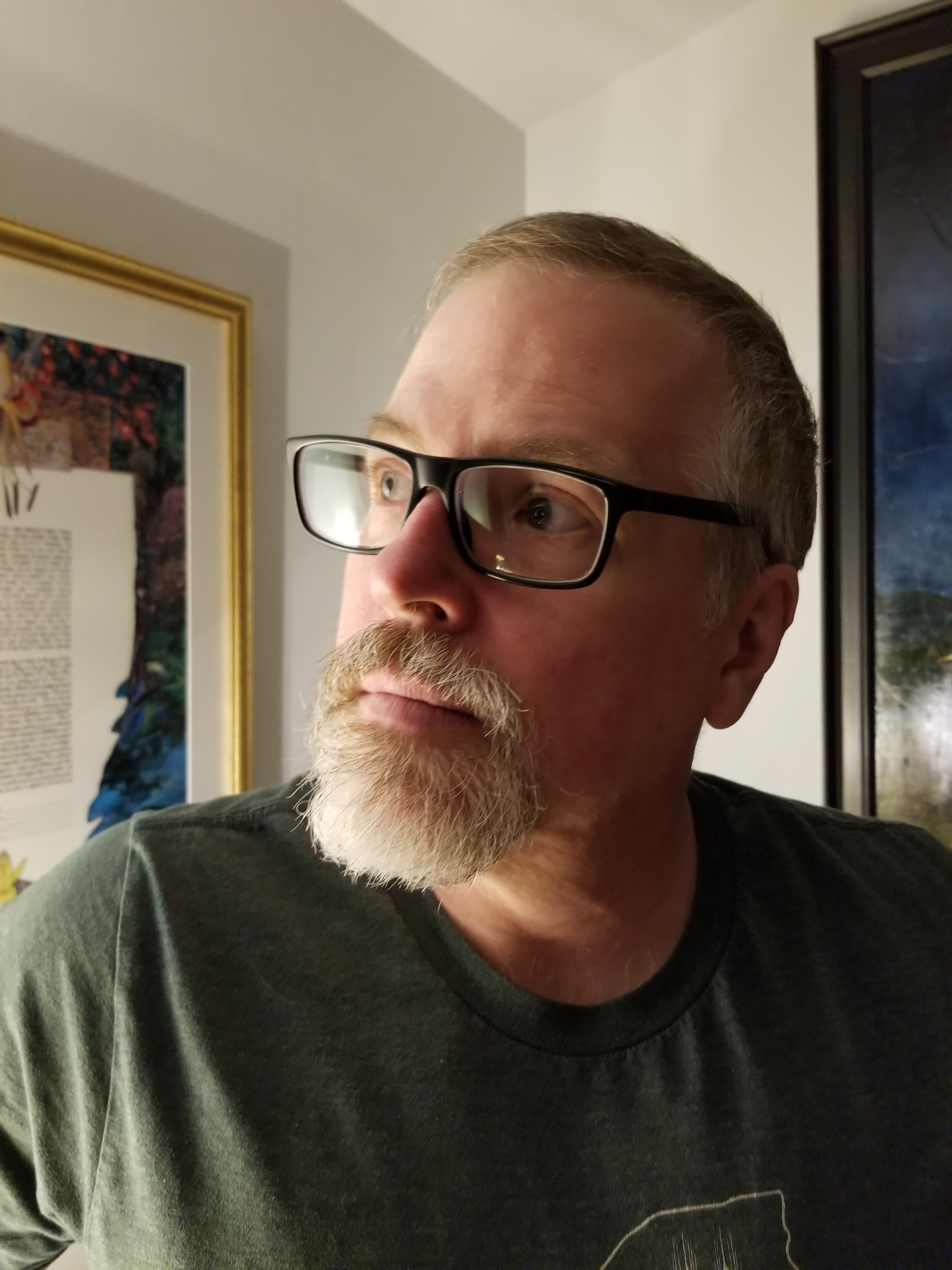
Jeff VanderMeer (* 1968)

- Vandermeer, Jim (* 1980), kanadischer Eishockeyspieler
- Vandermeer, Pete (* 1975), kanadischer Eishockeyspieler
- Vandermeer, Sylvia (* 1968), deutsche Malerin und habilitierte Wirtschaftswissenschaftlerin
- Vandermeersch, Bernard (* 1937), französischer Paläoanthropologe
- Vandermeersch, Léon (1928–2021), französischer Sinologe und Hochschullehrer
- Vandermeirsch, Georges (1918–1970), belgischer Radrennfahrer
- Vandermersch, Hugo (* 1999), französischer Fußballspieler
- Vandermonde, Alexandre-Théophile (1735–1796), französischer Musiker, Mathematiker und Chemiker
- Vandernoot, Alexandra (* 1965), belgische Schauspielerin
- Vandernotte, Fernand (1902–1990), französischer Ruderer
- Vandernotte, Marcel (1909–1993), französischer Ruderer
- Vandernotte, Noël (1923–2020), französischer Steuermann
- Vanderpleyn, Christian (1943–1992), belgischer Rennwagenkonstrukteur
- Vanderpoel, Isaac V. (1814–1871), US-amerikanischer Jurist und Politiker
- Vanderpol, Willem (1938–2022), kanadischer Wasserballspieler
- Vanderpool, Brenden (* 2005), bahamaischer Stabhochspringer
- Vanderpool, Eugene (1906–1989), US-amerikanischer Klassischer Archäologe
- Vanderpoorten, Herman (1922–1984), belgischer Politiker, Abgeordneter, Senator, MdEP und Minister
- Vanderpump, Lisa (* 1960), britische Unternehmerin und SchauspielerinLisa Vanderpump (* 1960)

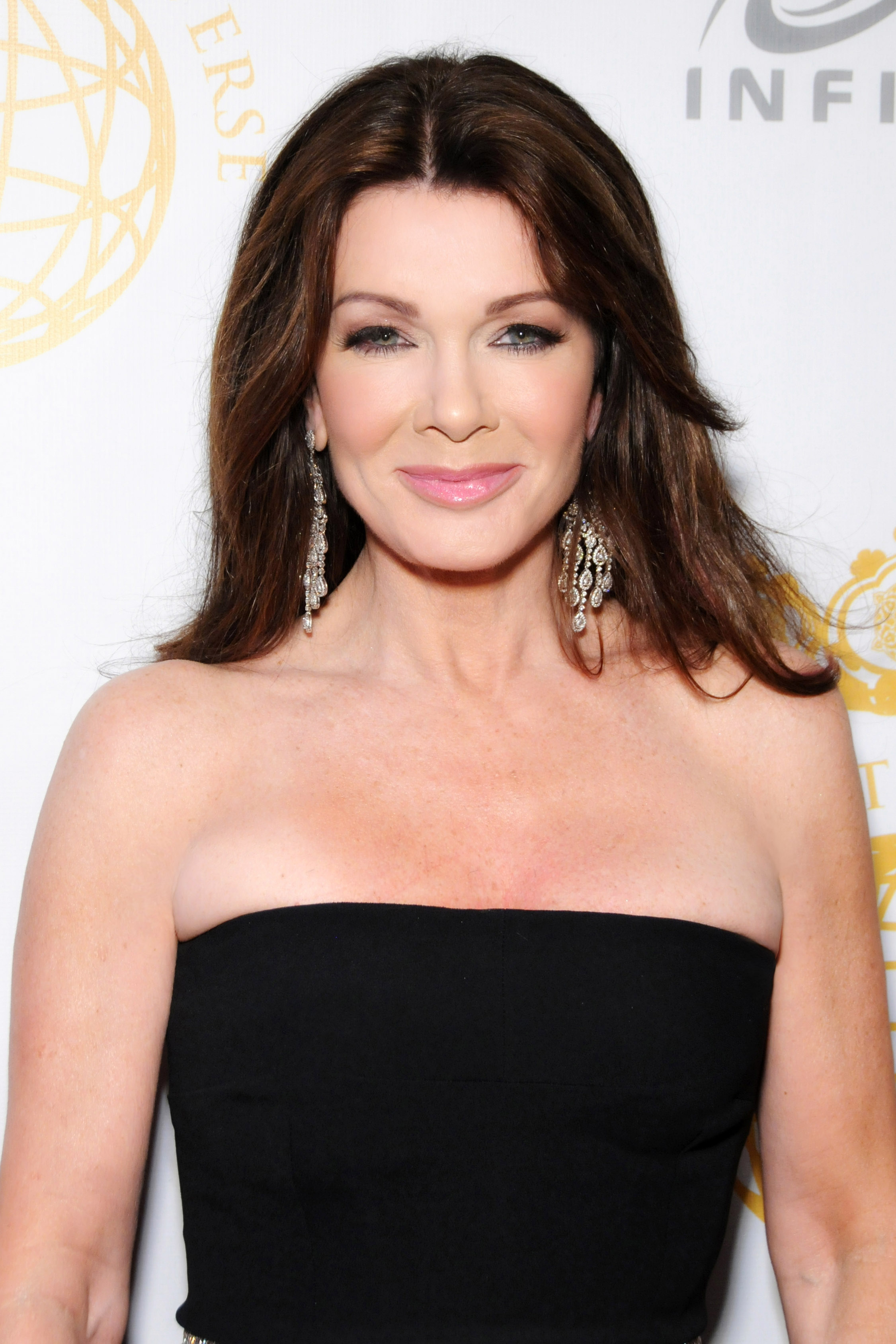
Lisa Vanderpump (* 1960)

- Vanderputten, Steven (* 1976), belgischer Mittelalterhistoriker
- Vanders, Warren (1930–2009), US-amerikanischer Schauspieler
- Vandersay, Jeffrey (* 1990), sri-lankischer Cricketspieler
- Vanderslice, John (* 1967), US-amerikanischer Sänger und Songwriter
- Vandersloot, Courtney (* 1989), US-amerikanische Basketballspielerin
- Vandersmissen, Guy (* 1957), belgischer Fußballspieler
- Vandersmissen, Veronique (* 1967), kanadische Marathonläuferin
- Vanderson (* 2001), brasilianischer FußballspielerVanderson (* 2001)
- Vandersteen, Morris (* 1954), US-amerikanischer Bodybuilder
- Vandersteen, Willy (1913–1990), belgischer Comic-Autor
- Vanderstichel, Maïka (* 1994), französische Fußballschiedsrichterin
- Vanderstock, Geoff (* 1946), US-amerikanischer Hürdenläufer
- Vanderstuyft, Arthur (1883–1956), belgischer Radrennfahrer
- Vanderstuyft, Léon (1890–1964), belgischer Radrennfahrer
- Vandersypen, Lieven (* 1972), belgischer Ingenieur
- Vanderveen, Ad (* 1956), niederländischer Musiker und Singer-Songwriter
- Vanderveer, Abraham (1781–1839), US-amerikanischer Politiker
- Vanderveer, Andre (* 1970), deutscher Basketballspieler
- Vanderveken, René (* 1937), belgischer Radrennfahrer
- Vandervelde, Émile (1866–1938), belgischer Sozialdemokrat, Universitätsprofessor, Politiker
- Vandervet, Jon (* 1982), kanadischer Badmintonspieler
- Vandervoort, Benjamin H. (1917–1990), US-amerikanischer Lieutenant Colonel
- Vandervoort, Laura (* 1984), kanadische SchauspielerinLaura Vandervoort (* 1984)

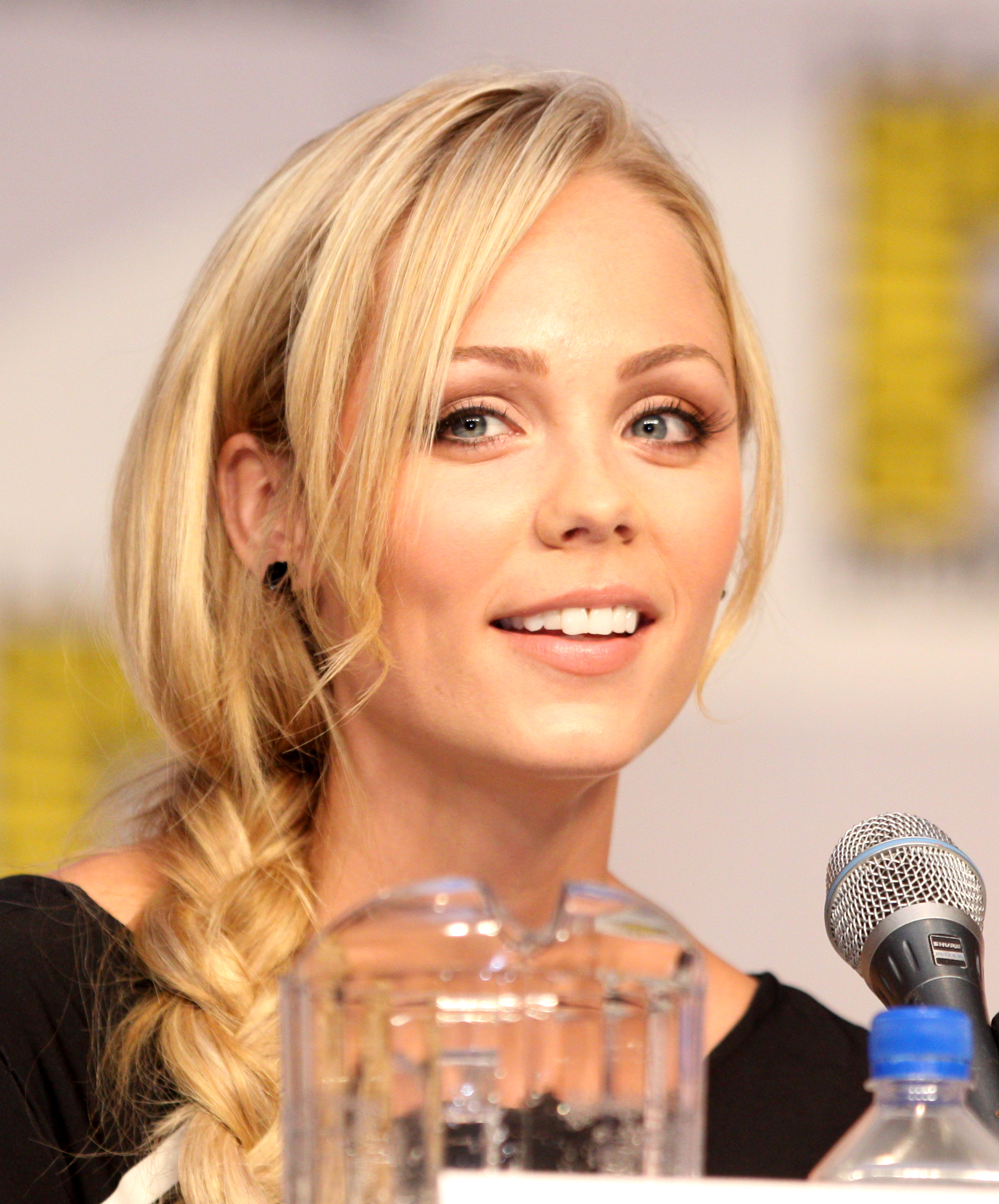
Laura Vandervoort (* 1984)

- VanderWaal, Grace (* 2004), US-amerikanische Sängerin
- Vanderwalt, Lesley, australische Visagistin
- Vandesteene, Els (* 1987), belgische Volleyballspielerin
- Vandeul, Abel François Nicolas Caroillon de (1746–1813), französischer Unternehmer
- Vandeur, Eugène (1875–1967), belgisch-französischer römisch-katholischer Priester, Benediktiner, Liturgiewissenschaftler und spiritueller Autor
- VandeVelde, Chris (* 1987), US-amerikanischer Eishockeyspieler
- Vandevelde, Philippe (1957–2019), belgischer Comicautor und -zeichner
- Vandeven, Heather (* 1981), US-amerikanische Schauspielerin
- Vandever, Kalia (* 1995), US-amerikanische Jazzmusikerin (Posaune, Komposition)
- Vandever, William (1817–1893), US-amerikanischer Politiker
- Vandevoordt, Maarten (* 2002), belgischer Fußballspieler
- Vandevski, Leonid (* 2000), nordmazedonischer Leichtathlet
- Vandewalle, Geert (1964–1988), belgischer Radrennfahrer
- Vandewalle, Johan (* 1960), belgischer Orientalist
- Vandewalle, Kristof (* 1985), belgischer Radrennfahrer
- Vandewart-Blaschke, Marie (1911–2006), neuseeländische Cellistin und Musikpädagogin
- Vandewattyne, Marcel (1924–2009), belgischer Langstrecken- und Hindernisläufer
- Vandeweghe, Bruk (* 1963), US-amerikanischer Beachvolleyballspieler
- Vandeweghe, Coco (* 1991), US-amerikanische Tennisspielerin
- Vandeweghe, Kiki (* 1958), US-amerikanischer Basketballspieler, Basketballcoach und Basketballfunktionär
- Vandeweyer, André (1909–1992), belgischer Fußballspieler
- Vandeweyer, Els (* 1982), belgische Jazz- und Improvisationsmusikerin
- Vandewinkel, Hanne (* 2004), belgische Tennisspielerin

### Vandi
- Vandi, Alfio (* 1955), italienischer Radrennfahrer
- Vandi, Despina (* 1969), griechische SängerinDespina Vandi (* 1969)

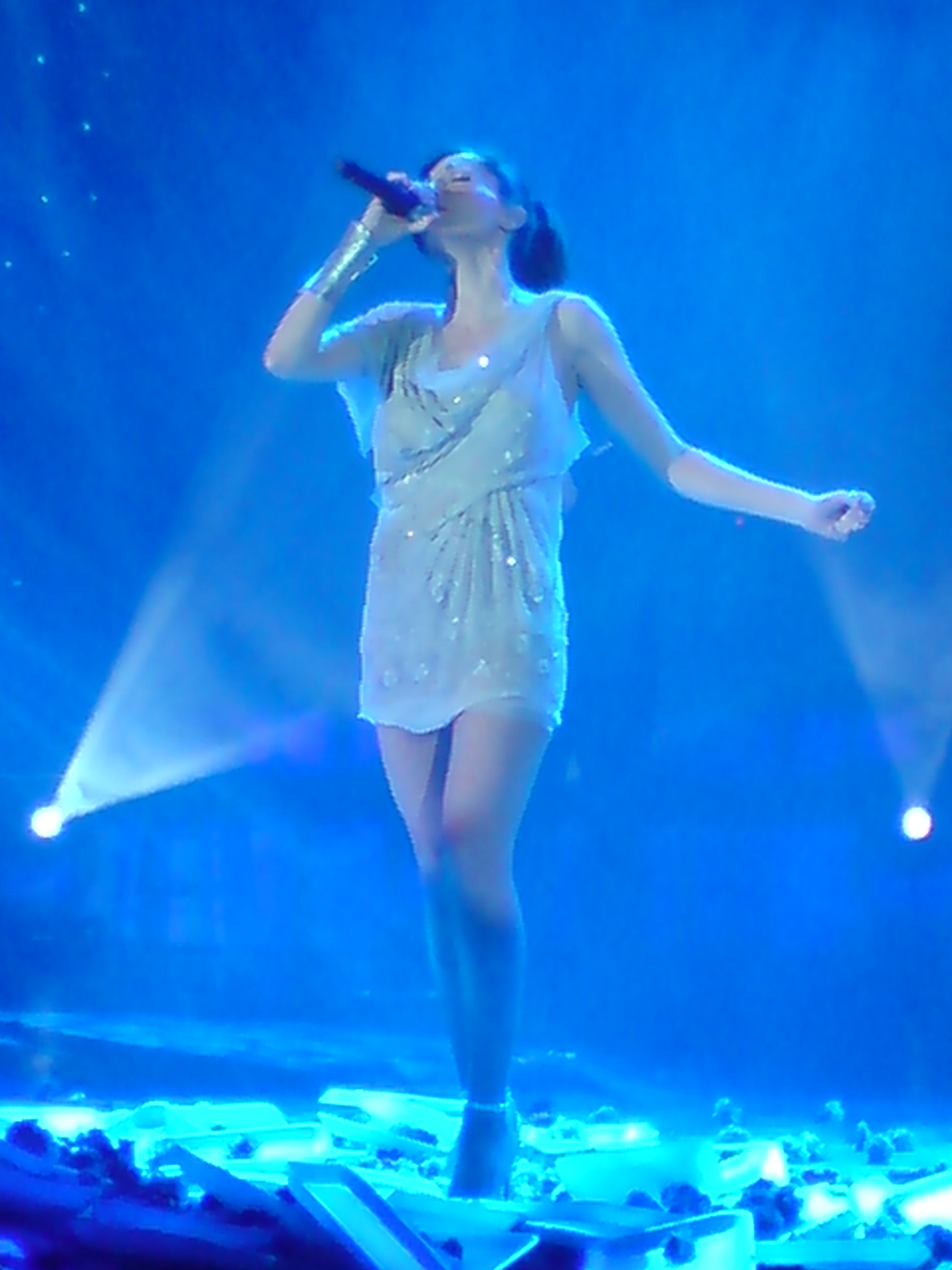
Despina Vandi (* 1969)

- Vandi, Eleonora (* 1996), italienische Mittelstreckenläuferin
- Vandier d’Abbadie, Jeanne (1899–1977), französische Vorderasiatische Archäologin
- Vandier, Jacques (1904–1973), französischer Ägyptologe
- Vandier, Pierre (* 1967), französischer Admiral
- Vandierendonck, Chantal (* 1965), niederländische Rollstuhltennisspielerin
- Vandinho (* 1978), brasilianischer Fußballspieler
- Vandini, Antonio († 1778), italienischer Cellist und Komponist des Barock
- Vandiver, Ernest (1918–2005), US-amerikanischer Politiker
- Vandiver, Harry (1882–1973), US-amerikanischer Mathematiker
- Vandiver, Uncle Pen (1869–1932), US-amerikanischer Fiddler
- Vandiver, Willard Duncan (1854–1932), US-amerikanischer Politiker
- Vandivert, William (1912–1989), US-amerikanischer Fotograf und Fotoagenturgründer
- Vandivier, Fuzzy (1903–1983), US-amerikanischer Basketballspieler

### Vando
- Vandooren, Jules (1908–1985), französischer Fußballspieler
- Vandooren, Roger (1923–1998), französischer Fußballspieler
- Vandoorne, Stoffel (* 1992), belgischer AutomobilrennfahrerStoffel Vandoorne (* 1992)

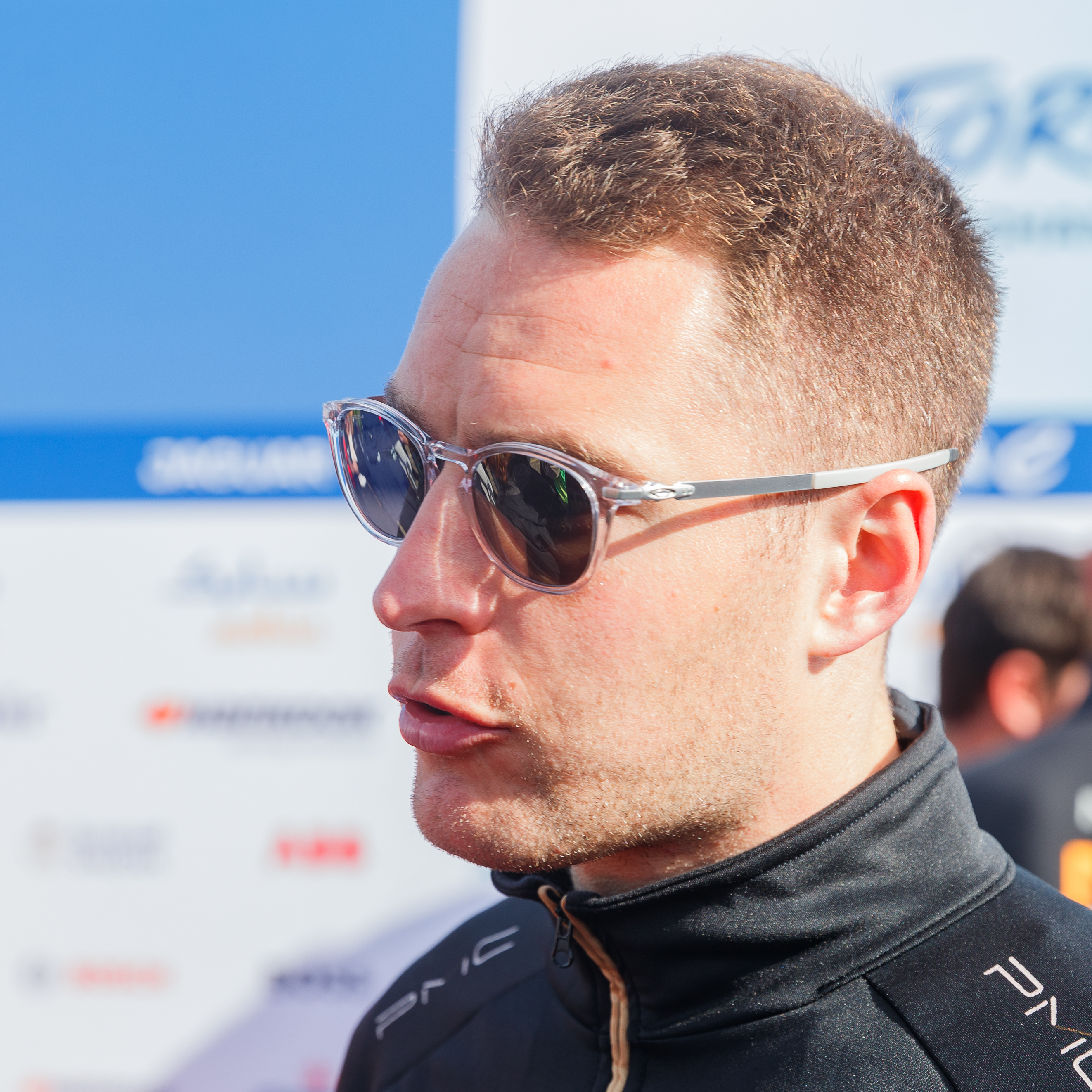
Stoffel Vandoorne (* 1992)

- Vándor, Iván (1932–2020), italienischer Musikethnologe und Komponist
- Vándor, József (1909–1979), ungarischer Ordenspriester und Missionar
- Vándor, Sándor (1901–1945), ungarischer Komponist
- Vandorp, Ruben, niederländischer Westernreiter
- Vandousselaere, Sven (* 1988), belgischer Radrennfahrer

### Vandr
- Vandré, Geraldo (* 1935), brasilianischer Sänger, Gitarrist und Komponist
- Vandre, Isabelle (* 1989), deutsche Politikerin (Die Linke), MdL
- Vandré, Philipp (* 1963), deutscher Pianist, Komponist und Musikpädagoge
- Vandrei, Helmut (1922–1983), deutscher Politiker (SPD), MdA
- Vandreike, Achim (* 1948), deutscher Politiker (SPD), Bürgermeister und Dezernent für Sport und Wohnungswesen in Frankfurt am Main
- Vandrey, Jan (* 1991), deutscher Kanute
- Vandrey, Lena (1941–2018), französische Malerin, Bildhauerin und Autorin
- Vandrey, Petra (* 1965), deutsche Juristin und Politikerin (Bündnis 90/Die Grünen), MdA
- Vandromme, Ludo (* 1945), belgischer Radrennfahrer
- Vandroogenbroeck, Joël (1938–2019), belgischer Musiker
- Vandross, Luther (1951–2005), US-amerikanischer R&B-SängerLuther Vandross (1951–2005)

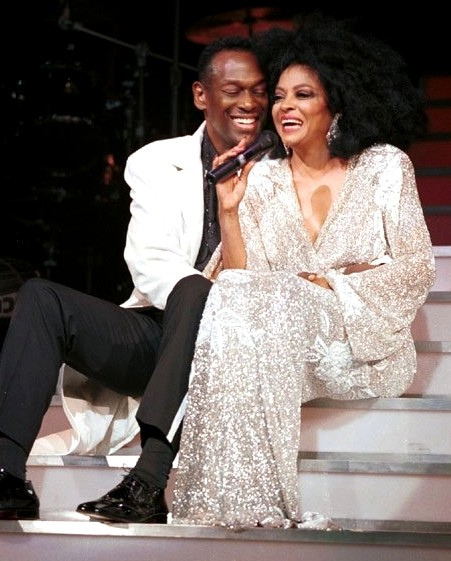
Luther Vandross (1951–2005)

### Vandy
- VanDyke, Matthew (* 1979), amerikanischer Dokumentarfilmer und Aktivist